# Orticaria da contatto
L'orticaria da contatto  è una forma di orticaria che consegue quando la cute, normalmente sana, viene leggermente a contatto con alcune sostanze. In definitiva si tratta di una risposta errata della cute ad uno stimolo esterno. La reazione è immediata e si manifesta solitamente entro i primi 30 minuti, anche se per via del comportamento dell'organismo si può assistere anche  a casi che insorgono in poche ore.

## Eziologia
Sostanze che possono portare a simile manifestazione sono molteplici e comprendono: farmaci, alimenti, bevande, e tanti altri il cui farne una lista completa risulta impossibile. Particolare è l'orticaria causata dal lattice.

## Sintomatologia
I sintomi e i segni clinici possono essere localizzati in una determinata sede o diffusi in tutto il corpo, comparsa di pomfi e dolore sono  i più comuni, ma spesso se ne aggiungono altri, a seconda della localizzazione della reazione.

## Patogenesi
Viene sotto tale punto di vista classificata in:
- immunologia;
- non immunologica, la più diffusa dove la sostanza a contatto con la pelle possono liberare delle sostanze vasoattive;
- da meccanismo incerto, quando non si può affermare con certezza quale esso sia, come ad esempio l'ammonio persolfato.

## Esami
Oltre ad un'accurata anamnesi dove è importante comprendere cosa facesse la persona pochi minuti prima dell'insorgenza, si effettuano semplici test epidermici e quelli intradermici.